# 雷梅库尔
雷梅库尔（法語：Rémécourt，法語發音：[ʁemekuʁ]）是法国瓦兹省的一个市镇，属于克莱蒙区。

## 地理
雷梅库尔（49°25'44"N, 2°29'40"E）面积2.78 平方千米，位于法国上法蘭西大區瓦兹省，该省份为法国北部内陆省份，北起索姆省，西接厄尔省和滨海塞纳省，南至塞纳-马恩省和瓦兹河谷省，东临埃纳省。
与雷梅库尔接壤的市镇（或旧市镇、城区）包括：诺鲁瓦、屈尼耶尔、拉梅库尔、圣欧班苏塞尔克里。
雷梅库尔的时区为UTC+01:00、UTC+02:00（夏令时）。

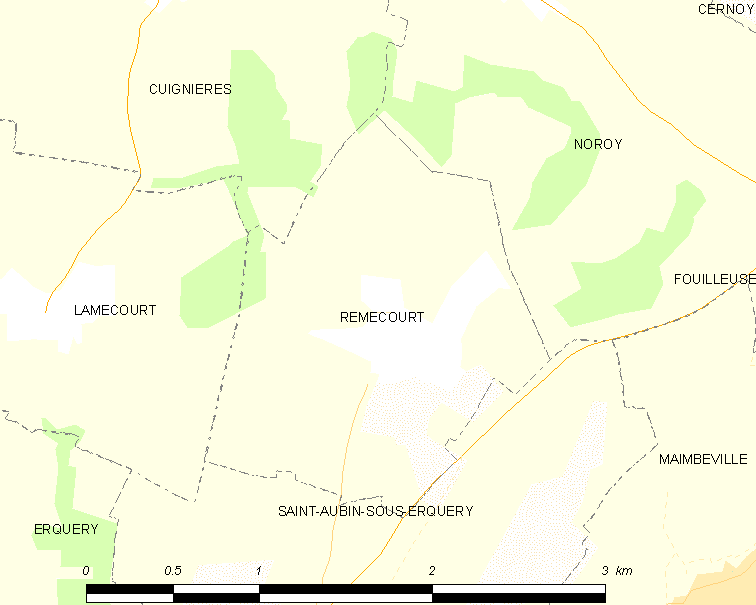
雷梅库尔的OSM定位图

## 行政
雷梅库尔的邮政编码为60600，INSEE市镇编码为60529。

## 政治
雷梅库尔所属的省级选区为克莱蒙县。

## 人口

1962-2008年间雷梅库尔人口变化图示

雷梅库尔于2022年1月1日时的人口数量为75人。